# لاکین کافی
لاکین کافی (انگلیسی: Luckin Coffee) شرکت کافی‌شاپ‌های زنجیره‌ای چینی است، که در سال ۲۰۱۷ تأسیس شد.